# Subcetate
Subcetate là một xã thuộc hạt Harghita, România. Dân số thời điểm năm 2002 là 2105 người.